# Lagune Verde (Mascardi)
Le Lagune Verde est un petit lac andin d'origine glaciaire situé en Argentine, à l'ouest de la province de Río Negro, dans le département de Bariloche, en Patagonie. 

## Géographie
La lagune Verde se trouve sur le territoire du parc national Nahuel Huapi. Il s'allonge du sud-est au nord-ouest sur quelque 500 mètres, dans une étroite vallée d'origine glaciaire. Il est situé à 1,2 kilomètre au sud-est du lac Mascardi et de la localité de Villa Mascardi.
Ses rives sont recouvertes d'un dense manteau forestier, encore quasi vierge.  

## Émissaire
Le lac fait partie du bassin versant du río Manso, et appartient de ce fait au bassin de l'Océan Pacifique.
Son très court émissaire se jette en rive droite dans l' arroyo Guillelmo (émissaire du lac Guillelmo), qui peu après déverse ses eaux dans le lac Mascardi. 

## Accès
On y accède par la route nationale 40 qui longe du nord au sud la rive ouest du lac Guillelmo et de l'arroyo Guillelmo. La RN 40 passe à plus ou moins 400 mètres au nord-est de la rive nord de la lagune. 
La lagune Verde se trouve dans les environs immédiats de Villa Mascardi, localité éminemment touristique. 